# Verwaltungsgliederung Ungarns

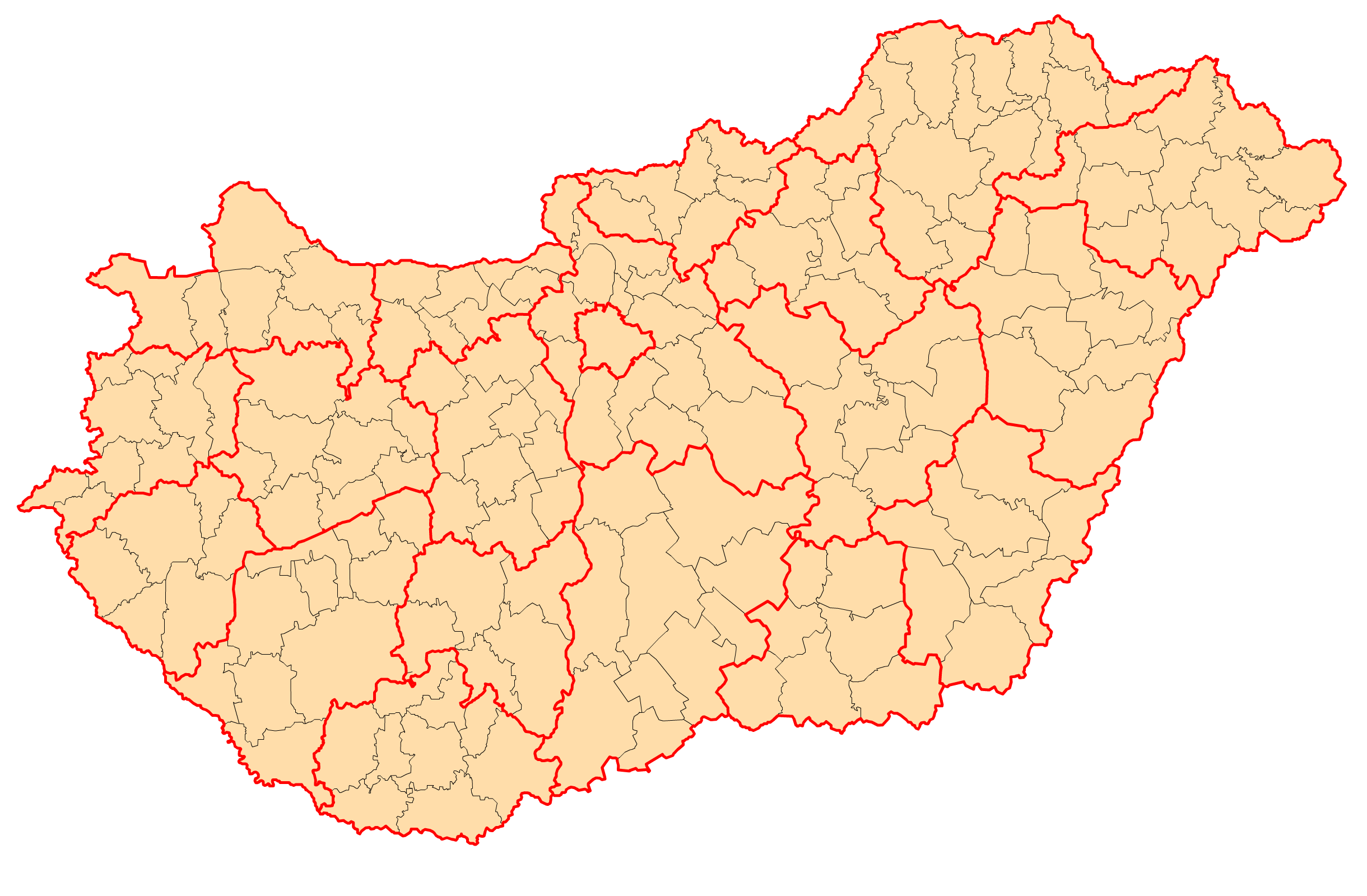
Administrative Karte der Hauptstadt, der Komitate und Kreise Ungarns

Die Verwaltungsgliederung Ungarns ist die administrative Struktur des Landes. Ungarn gliedert sich in die Hauptstadt, Komitate, Bezirke und Gemeinden. Zusätzlich existieren acht statistische Regionen.

## Städte und Gemeinden
Ungarn hat 3154 Gemeinden. Davon haben 119 den Rang einer Großgemeinde und 328 den Rang einer Stadt. (Stand: 1. Januar 2011)

## Járások: Stuhlbezirke, Bezirke oder Kreise

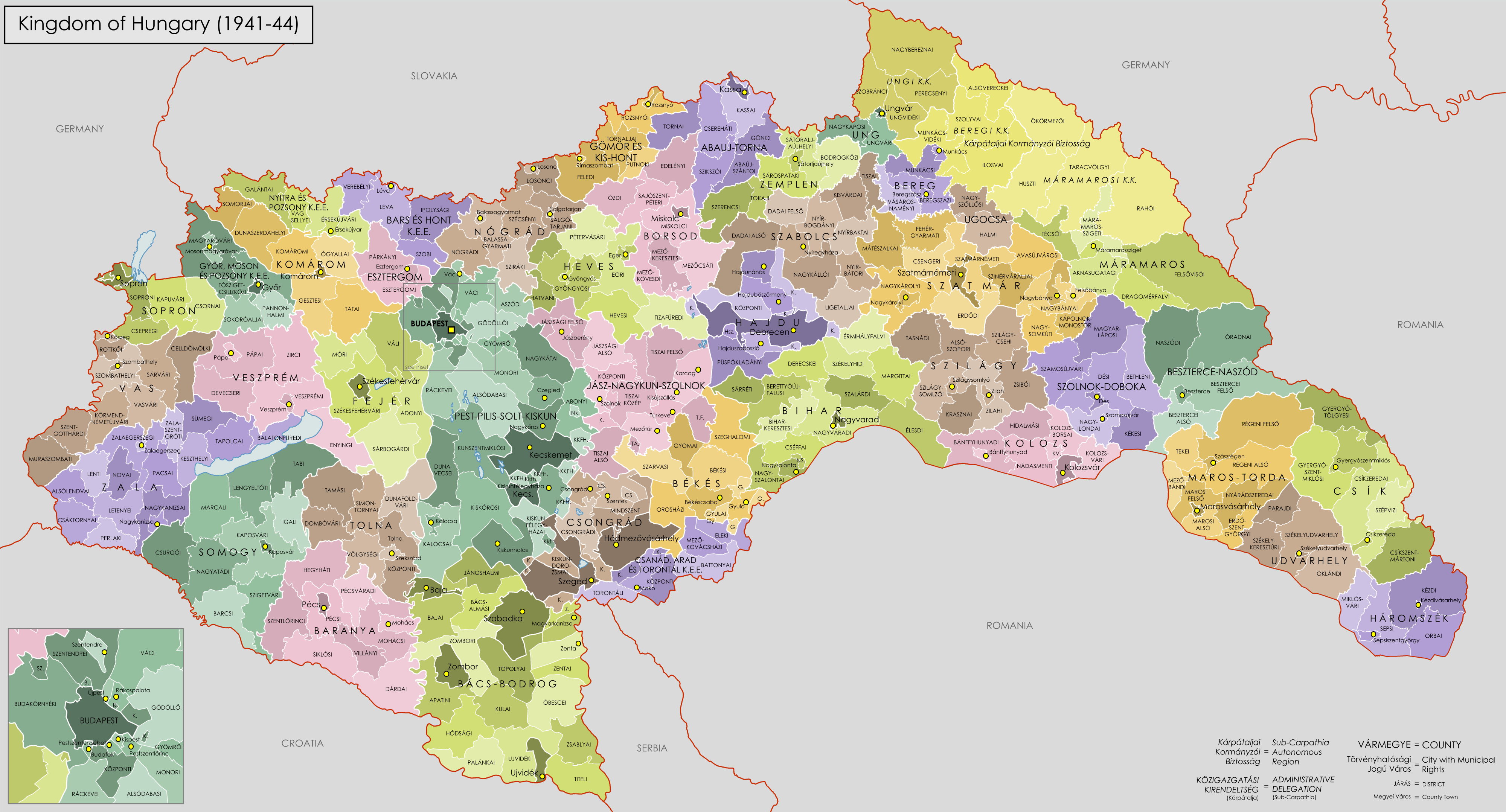
Ungarns Bezirke während des Zweiten Weltkrieges

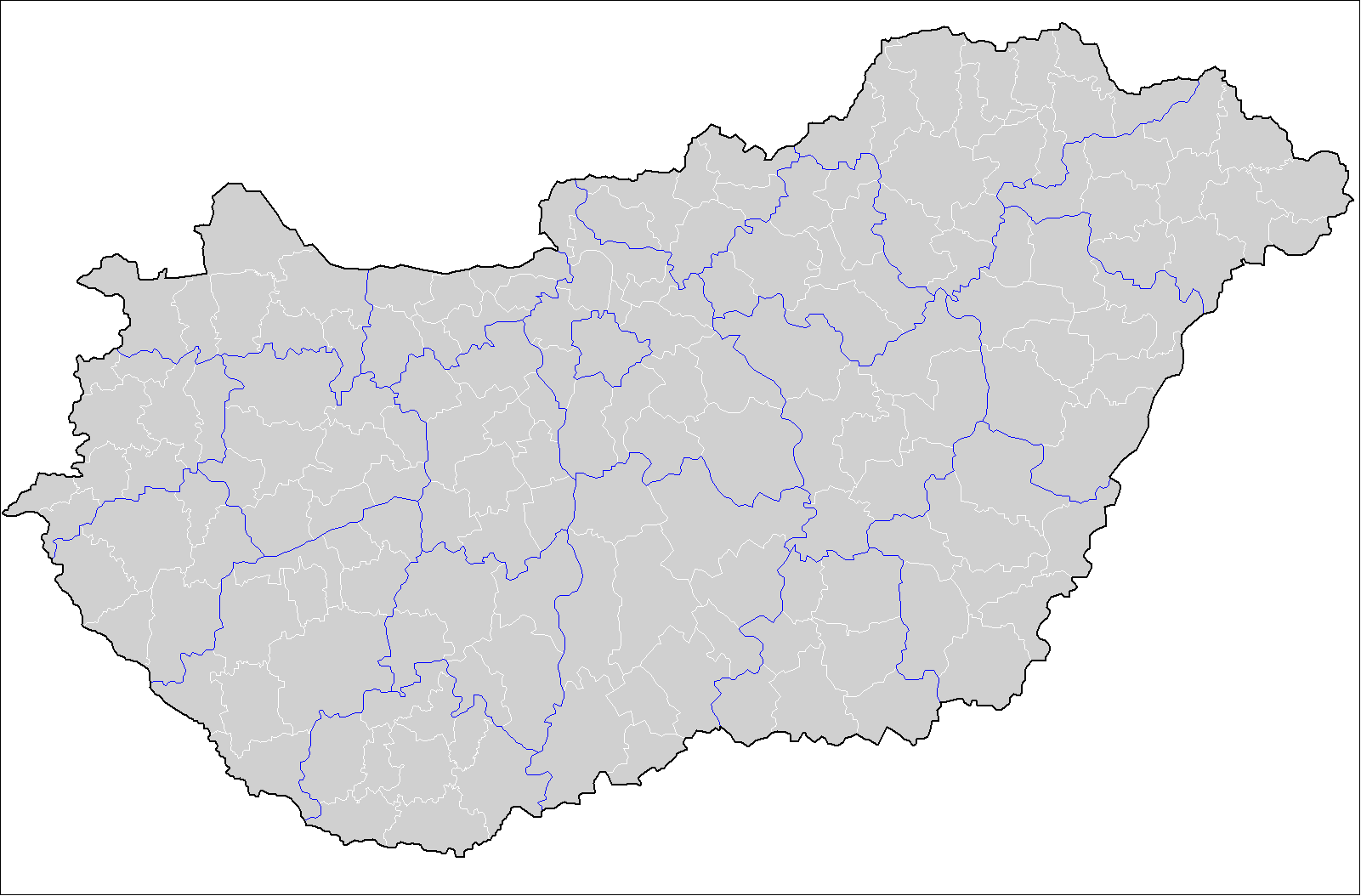
Übersicht der ungarischen Kleingebiete (graue Grenzlinien) innerhalb der Komitate (blaue Linien) bis 2012

Die mittlere Verwaltungseinheit járás (Pl. járások) wird mit Bezirk übersetzt, vor 1918 Stuhlbezirk.
Zu Beginn des Ersten Weltkrieges hatte Ungarn auf seinem damaligen Gebiet 442 Stuhlbezirke. Nach dem Friedensvertrag von Trianon waren es ungefähr 150. Mit den Gebietserweiterungen zwischen 1938 und 1941 stieg auch die Zahl der Bezirke. Im Ergebnis der Pariser Friedenskonferenz 1946 hatte Ungarn wieder 150 Bezirke, die zum 31. Dezember 1983 aufgelöst wurden.
1994 gliederte das Zentrale Statistikamt Ungarns das Land zur Erfassung relevanter statistischer Daten in zunächst 138 territoriale Einheiten, die als „statistische Distrikte“ (statisztikai körzet) bezeichnet wurden.
Zum 1. August 1997 wurden die Distrikte in 150 Kleingebiete (kistérség) umgewandelt. 2003 wurde die Zahl auf 186 erhöht und ihnen zugleich ein Teil der öffentlichen Aufgaben der Gemeinden übertragen.
Zum 1. Januar 2013 wurden nach 29-jähriger Pause wieder Bezirke (járások, nunmehr eher mit Kreise übersetzt) eingeführt. Es sind jetzt 175.

## Komitate

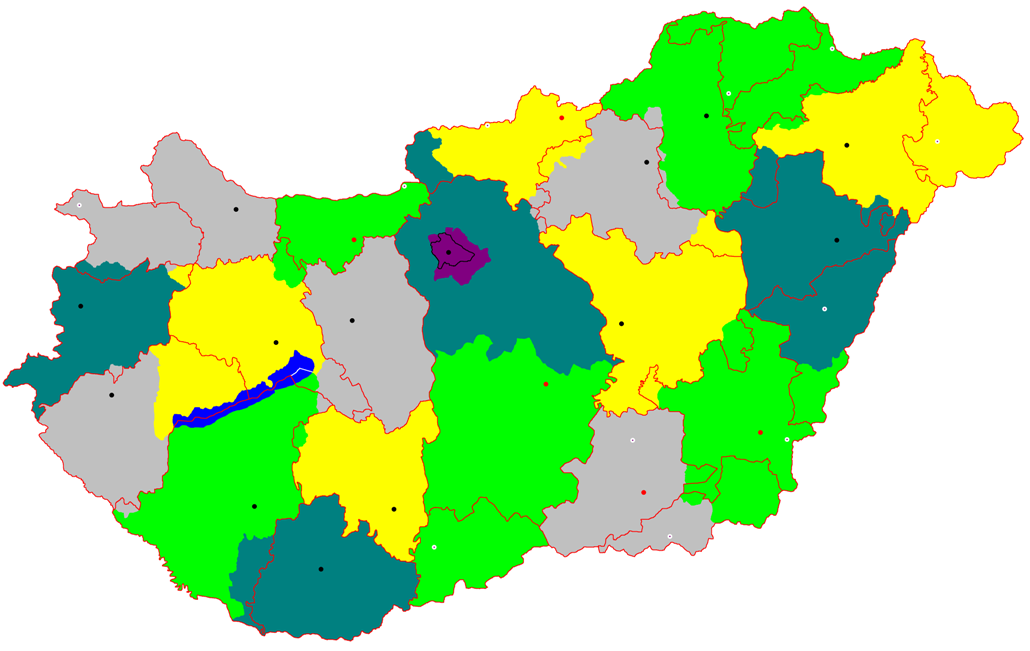
Die ungarischen Komitate vor (Grenzen als Linien) und nach (farbliche Darstellung) der Reform von 1950

Die historischen Komitate Ungarns entstanden um 1000. Mit der Reform von 1950 wurden 19 Komitate gebildet. Die Anzahl der Kreise blieb unverändert.
Die 19 bestehenden Komitate sind:
| - Bács-Kiskun - Baranya - Békés - Borsod-Abaúj-Zemplén - Csongrád-Csanád - Fejér - Győr-Moson-Sopron - Hajdú-Bihar - Heves - Jász-Nagykun-Szolnok | - Komárom-Esztergom - Nógrád - Pest - Somogy - Szabolcs-Szatmár-Bereg - Tolna - Vas - Veszprém - Zala |

## Regionen

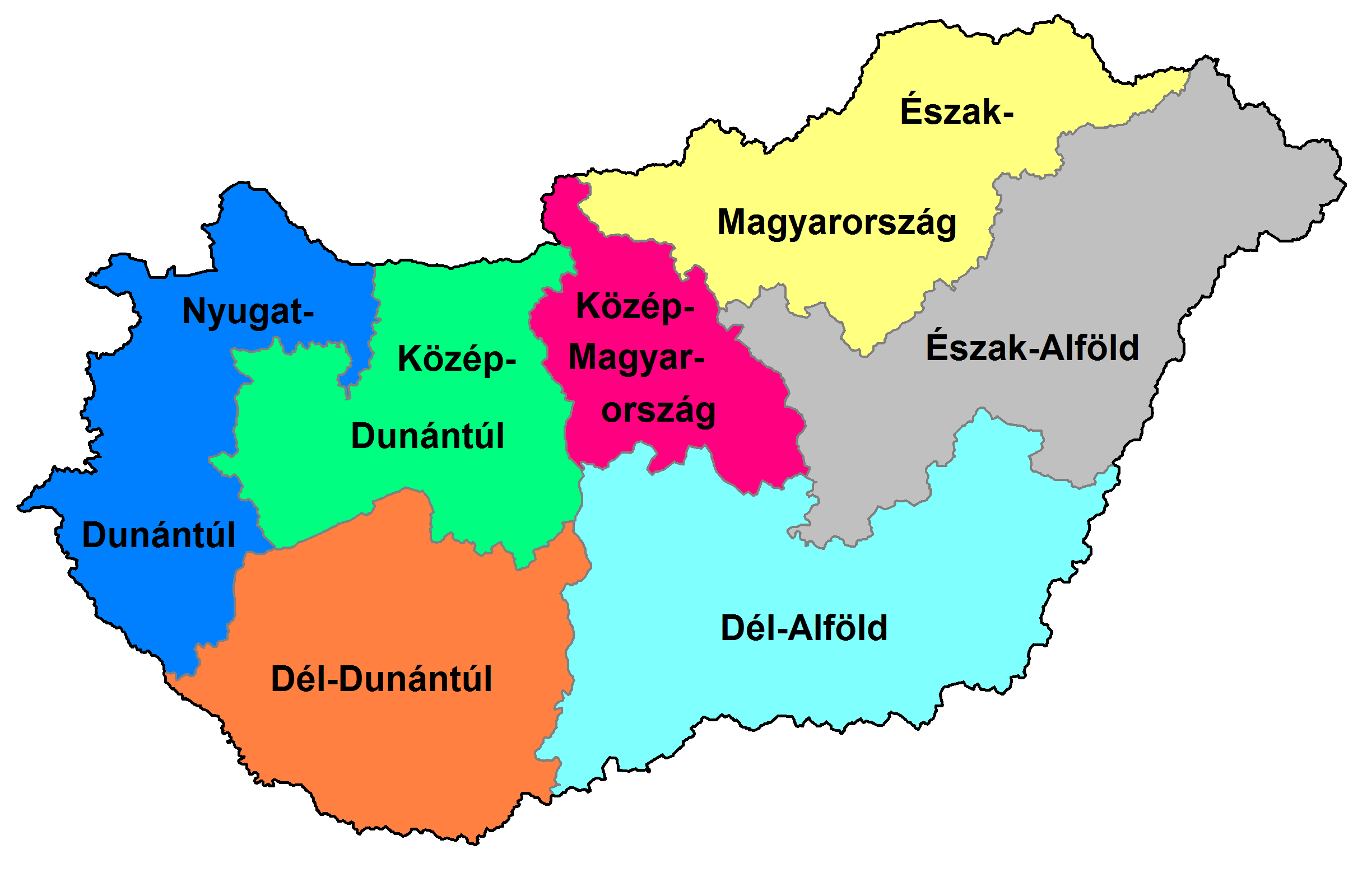
Regionen Ungarns

1999 wurden in Ungarn sieben Regionen geschaffen, auch um Auflagen der Europäischen Union zu erfüllen (NUTS). Diese Regionen werden aus den Komitaten Ungarns gebildet und dienen vor allem statistischen Zwecken.
Es sind dies Nordungarn (Észak-Magyarország), Nördliche Große Tiefebene (Észak-Alföld), Südliche Große Tiefebene (Dél-Alföld), Mittelungarn (Közép-Magyarország), Mitteltransdanubien (Közép-Dunántúl), Westtransdanubien (Nyugat-Dunántúl) und Südtransdanubien (Dél-Dunántúl).